# قاراندی
قاراندی (به لاتین: Qarandi) یک منطقه مسکونی در جمهوری آذربایجان است که در شهرستان گورانبوی واقع شده است. این روستا ۱۳ نفر جمعیت دارد.